# Adformatie
Adformatie (onderdeel van Sijthoff Media Groep) is een Nederlands vakblad over reclame, marketing en media. Het verschijnt maandelijks in een oplage van (in 2019) circa 7.500 exemplaren.
Het tijdschrift werd in 1973 opgericht, als opvolger van de vaktitel Ariadne. Adformatie won in 2002 de LOF-prijs voor Vakinformatie, een initiatief van het Nederlands Uitgeversverbond (NUV) en de Stichting Lucas-Ooms Fonds. Oud-sportman en sportjournalist Hugo Walker was medeoprichter en commercieel directeur van Adformatie.
Adformatie werd in 2012 overgenomen door Sijthoff Media. Daarvoor was het in handen van Kluwer Nederland.